# Cardamine keckii
Cardamine keckii là một loài thực vật có hoa trong họ Cải. Loài này được A.Kern. mô tả khoa học đầu tiên năm 1870.